# Les Mesnuls
Les Mesnuls ist eine französische Gemeinde mit 893 Einwohnern (Stand: 1. Januar 2022) im Département Yvelines in der Region Île-de-France. Sie gehört zum Arrondissement Rambouillet und zum Kanton Aubergenville (bis 2015: Kanton Montfort-l’Amaury). Die Einwohner werden Mesnulois genannt.

## Geographie
Les Mesnuls befindet sich etwa 22 Kilometer westsüdwestlich von Versailles am Rand des Waldes von Rambouillet. Die Gemeinde gehört zum Regionalen Naturpark Haute Vallée de Chevreuse. Umgeben wird Les Mesnuls von den Nachbargemeinden Bazoches-sur-Guyonne im Norden, Saint-Rémy-l’Honoré im Osten, Les Bréviaires im Süden, Saint-Léger-en-Yvelines im Westen sowie Montfort-l’Amaury im Westen.

## Bevölkerungsentwicklung
| Jahr                      | 1962 | 1968 | 1975 | 1982 | 1990 | 1999 | 2006 | 2012 |
| Einwohner                 | 545  | 565  | 675  | 770  | 793  | 883  | 879  | 852  |
| Quelle: Cassini und INSEE |      |      |      |      |      |      |      |      |

## Sehenswürdigkeiten
Siehe auch: Liste der Monuments historiques in Les Mesnuls
- Kirche Saint-Éloi aus dem 15. Jahrhundert
- Kapelle Notre-Dame-du-Chêne, 1825 erbaut
- Schloss aus dem 17. und 18. Jahrhundert, Monument historique seit 1975
- Waschhaus
- Reste einer gallorömischen Villa in La Millière

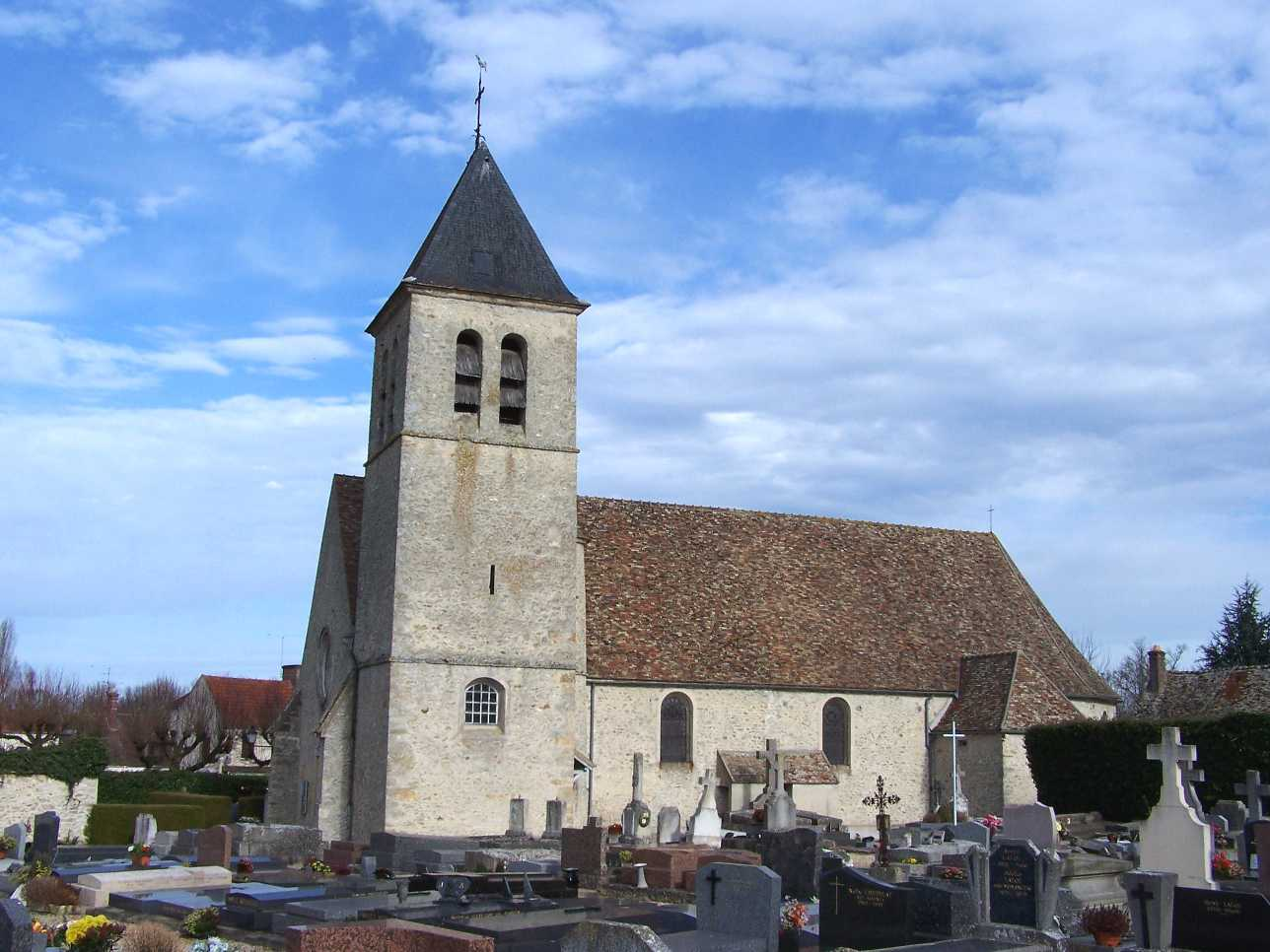
Kirche Saint-Éloi
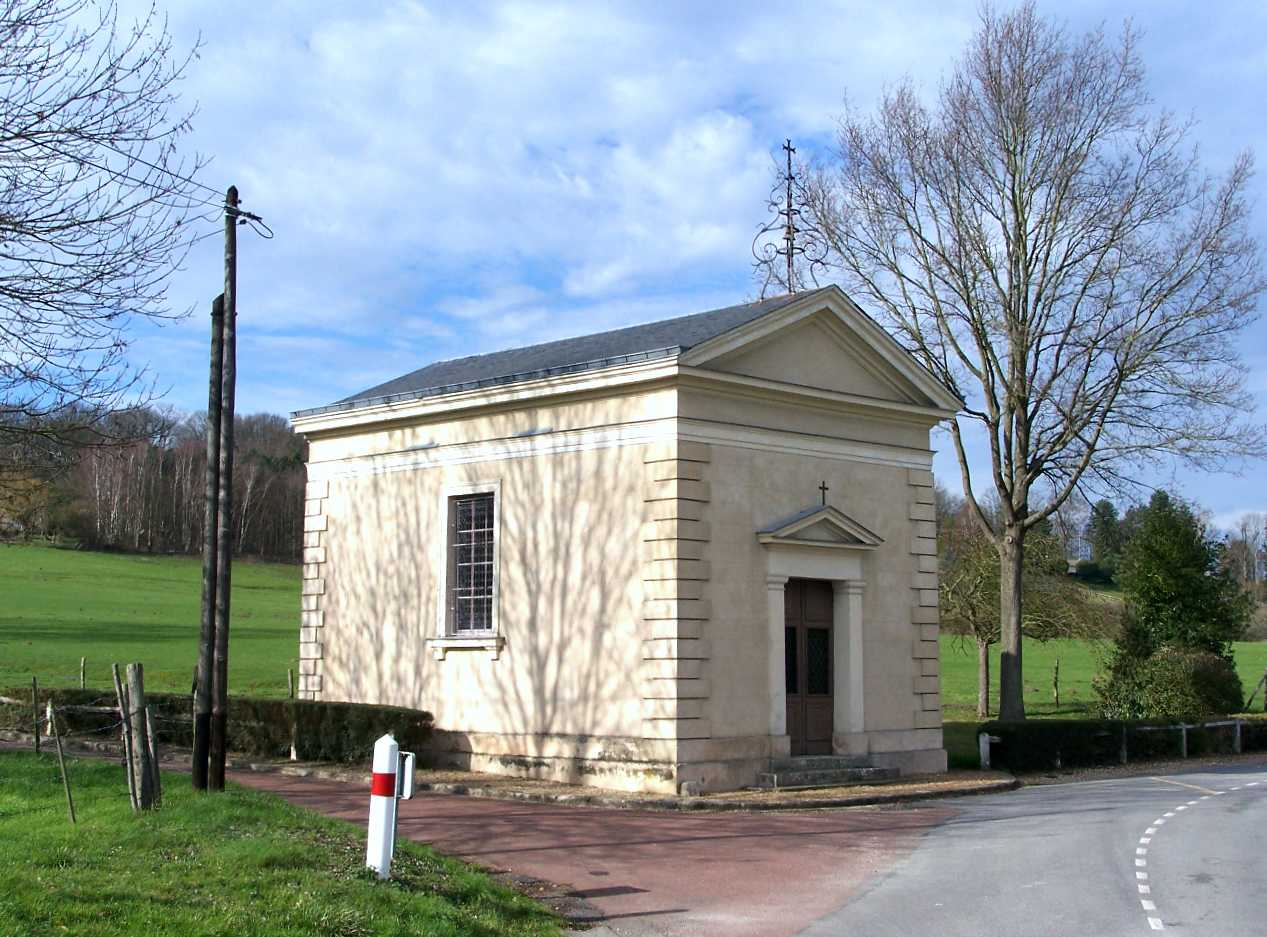
Kapelle Notre-Dame-du-Chêne
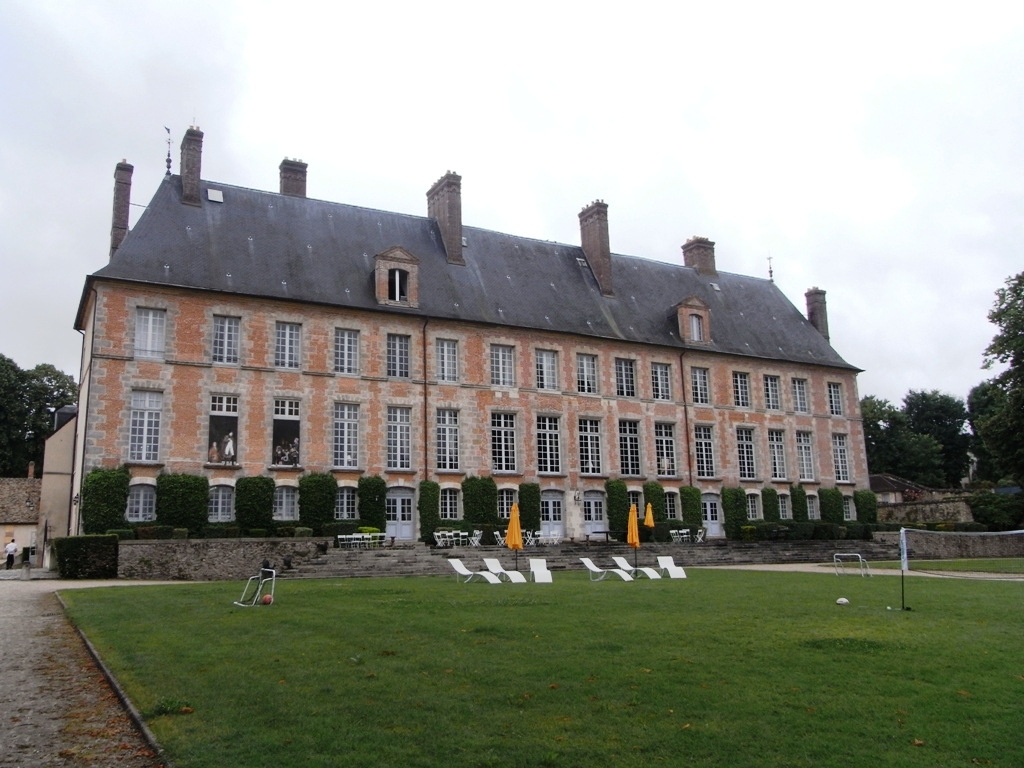
Schloss